# Антиохийско княжество
Антиохийското княжество е кръстоносна франко-сирийска държава със столица град Антиохия на река Оронт (днешна Антакия, Турция), съществувало 170 години – между 1098 и 1268 г. Основано е от норманския принц Боемунд от Таранто по време на Първия кръстоносен поход от 1096 г., като феодална държава от европейски тип. На север граничи с Арменско кралство Киликия и за кратко - с Румелийски султанат, на юг - с графство Триполи и емират Дамаск, на изток - с графство Едеса и с емиратите Алепо и Мосул. На запад граничи със Средиземно море, намирайки се срещу остров Кипър (византийско владение).

## История

### Древна Антиохия
Град Антиохия е древно селище на река Оронт и в близост до едноименното си езеро и до източния Средиземноморски бряг, основано през IV век пр.н.е. от Селевк I Никатор, докато все още е началник на конницата на Александър Македонски. В Античността и по-късно се оформя селищен конгломерат, наричан Сирийски тетраполис и включващ Антиохия, Селевкия, Лаодикия и Апамея. Те са част от елинистичното царство на Селевкидите. 
По-късно Антиохия е столица на Римска провинция Сирия и е важен център на ранното християнство и седалище на Антиохийската патриаршия.

### Византийска Антиохия
Антиохия е важен търговски и политически фактор в Източното Средиземноморие и притегателен център за имперски амбиции на близки и далечни съседи. След разделянето на Римската империя градът остава в очертанията на Източната Римска империя.
Арабите превземат града през 637 г. През X век Византия (при Никифор Фока и Йоан Цимисхий) успява да отвоюва Антиохия, както и изобщо пограничните сирийски земи, но още тогава те са обект на тюркско-арабска завоевателна кампания. В хода на византийско-селджукските войни стратегът на Антиохия и Едеса Исак Комнин получава командването на източната византийска армия. Под прякото му подчинение се намира и гарнизон от нормански наемници, начело с Херве.  Въпреки това владенията му са завладени от селджукските турци. Антиохиийската тема̀ е загубена в края на 11 век (1087 г.) и преминава под владичеството на селджуците на султан Тутуш ад-Давла.

### Превземане в Първия кръстоносен поход
Загубата на Антиохия с нейната патриаршия за християнството е една от причините за свикването на Първия кръстоносен поход, чрез Клермонския събор. След призива на папа Урбан II в Клермон през 1095 г. хиляди европейски поклонници и безделници се насочват към Светите земи в поход срещу исляма и за отвоюване на Божи гроб. Сред тях е принцът на Таранто Боемунд, предводител на съществен нормански контингент. След като полага клетва за вярност пред василевса  Алексий I Комнин, той потегля с останалите принцове и барони и през 1097 г. обсажда Антиохия. Градът е под властта на персийските селджуки, васален е на емира на Дамаск Ридван и се намира под господството на наместника-атабег Яги Сиян. Обсадата се проточва 7 месеца – между 20 октомври 1097 и 28 юни 1098 г. - поради невъзможността да се осъществи пълна блокада на големия и укрепен град. Междувременно съюзниците на Яги Сиян правят някои опити да пробият обсадата отвън. В крайна сметка Антиохия е превзета, благодарение на предателство. Боемунд атакува, допуснат в града от Фируз, арменски наемник в турския гарнизон и подкрепен от местни християни, останали в града. Защитниците му се затварят в цитаделата, а Яги Сиян загива, бягайки от завладения град.

### Управление на кръстоносците

#### Боемунд I
Кръстоносците бързо разпределят града според предварителните договорки и въпреки клетвата дадена на василевса да му върнат всички превзети от тях предишни византийски владения. Боемунд, който съумява да намери правно основание да я пренебрегне получава значителна част, но една от ключовите градски порти и прилежащия квартал са завзети граф Раймонд Тулузки и норманът получава пълен контрол над тях и над града едва след заминаването му към Йерусалим, когато и обявява претенцията си за независимост на Антиохийското княжество, като лично негов феод. В течение на девет месеца Боемунд разширява и укрепва домена си. Той е признат за негов принц (княз) от папата след като обещава, че религиозната власт ще се оглави от католически архиепископ (завареният църковен глава е византиец). Успява да разгроми и оцелелите след обсадата мюсюлмански войски, след като кръстоносците са окуражени от намирането на реликва, известна като Копието на Иисус, както и като Копието на Лонгин/Копието на съдбата (копието, с което римския войник Лонгин наръгва разпънатия на кръст Исус Христос за да се увери, че е мъртъв).
По-късно Боемунд не придружава останалите барони в обсадата на Йерусалим, а остава в Антиохия да я брани от своите византийски и мюсюлмански врагове. Прави и опити да разшири още Антиохийското княжество, но все без особен успех. След загубената битка с данишмендите при Мелитена Боемунд е пленен и окован във вериги в Неокесария. За регент на Антиохийското княжество е обявен племенникът му Танкред Галилейски, също участник в Първия кръстоносен поход. Боемунд е освободен през 1103 г. след заплащане на откуп  и отпътува за Европа за да организира подкрепа за нов етап на кръстоносния поход. Събраните от него рицари са разбити от византийско-венецианската коалиция, а сам той е принуден да се обяви за васал с княжеството си на византийския император (Деволски договор, 1108 г.); така и не се завръща в Антиохия, а умира през 1111 г. в Бари, Италия.

#### Антиохия след Боемунд I
Танкред управлява княжеството, оспорвайки наложеното му византийско сюзеренство (за това има основания, понеже не е обвързан - единственият такъв оцелял дотогава - с васалната клетва към византийския император дадена от рицарите през 1097 г., началото на похода; подобен е случаят с Раймонд Тулузки). Той се бие с турците в Апамея и дори се опитва да прогони византийците, проникнали в Адана и в Източна Киликия. След смъртта му през 1112 г. Антиохийското няжество е поето от Боемунд II, син на Боемунд и Констанс Френска под регентството на Роже Салернски. Последният загива в Битката на Кървавото поле през 1119 г. Едва през 1126 г. 18-годишният вече пълнолетен княз Боемунд II пристига в Антиохия, за да продължи отчаяно агресивната политика на баща си, дори спрямо съюзното Графство Едеса. Той се жени за дъщерята на краля на Йерусалим, Алиса дьо Бурк и управлява Антиохия, в продължение на 4 години, докато не попада в данишмендска засада (устроена от Малик-Гази Гюмюштекин, който преди 20 години пленява Боемунд I). Боемунд II загива, обезглавен е и главата му е изпратена в дар на халифа на Багдад. След неговата смърт княжеството е наследено от неговата 4-годишна дъщеря Констанс. Известно време регент на княжество Антиохия отново е Балдуин II, но в 1131 година той умира и властта преминава към неговата дъщеря Мелисенда и съпруга й Фулк Анжу.
В 1136 година наследницата на Антиохия, Констанс (10-годишна) се омъжва за Раймон дьо Поатие, който е три пъти по-стар от нея. Подобно на предшествениците си, Раймон прави опити да продължи експанзията на територията на византийската провинция Киликия, но среща сериозна съпротива от страна на византийският император Йоан II Комнин, който през 1137 година го принуждава да поднесе клетва за васална вярност, макар че после тази клетва остава само формалност - през 1142 г. императорът умира и така и не осъществявайки своите планове за отвоюването на превзетите от кръстоносците земи.

#### Втори и Трети кръстоносен поход
В средата на XII век в Леванта настъпва период на възход на селджукските емирства под ръководството на Имад ад-Дин Зенги и сина му Нур ад-Дин. Те завладяват Едеското графство и сериозно застрашават останалите кръстоносни държави. Това подбужда свикването на Втория кръстоносен поход. Заплахата за Антиохия е голяма и кръстоносните водачи доброволно се подчиняват на Византия – през 1165 г. Мануил I Комнин лично присъства на възстановяването на византийския протекторат над васална Антиохия. След смъртта му суверенитетът на княжеството е възстановен, но след разгрома на йерусалимците в Битката при Хатин започва период на залез на княжество Антиохия. То все още е независимо и ключово за християнския свят през 1190 г., когато там спира Третият кръстоносен поход за да погребе част от останките на своя водач Фридрих Барбароса, удавил се в река Салеф (сега Гьоксу, Турция).
Следва от близо 70 години без исторически значими и драматични политически събития, през който княжество Антиохия удържа на домогванията на съседите си - в това число и на арменците от Киликия. През 1260 г. обаче Антиохия е покорена от монголските нашественици на хан Хулагу и за кратко е включена в Монголската империя. Към края на 1260 г. след обсада в града влиза вождът на мамелюците Байбарс, султан на Египет. Според средновековния арменски книжовник и художник Торос Рослин, мамелюкът жестоко смазва всички белези на християнската религия в Антиохия, избива стотици нейни жители и слага край на самостоятелното кръстоносно княжество.